# Die 3 Travellers
Die 3 Travellers, später auch bekannt unter dem verkürzten Namen Die Travellers, war ein deutsches Trio, das von 1946 bis 1984 existierte. Es bestand aus den drei Musikern Fred Oldörp (1920–1984) (Bandoneon, Gesang), Eddie Rothé (1922–1990) (bürgerlich: Eduard Rothe) (Gitarre, Gesang) und Mischa Andrejew (1922–1968) (Kontrabass, Gesang), und wird als „das wohl erfolgreichste deutsche Bartrio“ bewertet (so Wölfer). Nach Andrejews frühem Tod übernimmt ab 1969 Klaus Komoll (1928–1982) und nach dessen Tod, für zwei Jahre noch, Wolfgang Müller (*/+ ?) den Kontrabass. Mit dem Tod von Bandleader Fred Oldörp im März 1984 löste sich die Berliner Musikgruppe auf.

## Geschichte
Die drei Musiker kamen 1946 im alten Funkhaus in Berlin zusammen, als das Radio Berlin Tanzorchester für Tango-Aufnahmen einen Bandoneonspieler suchte. Fred Oldörp war damals der einzige in Berlin. Er freundete sich mit dem Gitarristen Eddie Rothé und dem Bassisten Mischa Andrejew an. Zusammen hatten sie die Idee für Die 3 Travellers. Sie studierten einige gängige Songs ein und schufen durch die einmalige Verbindung der drei Instrumente einen ganz neuen Klang. Die als Jazz-Trio gegründete Formation orientierte sich zunächst an der Akkordeongruppe von Joe Mooney oder dem Trio von Nat King Cole. Es wandte sich zunehmend dem Schlager zu, häufig mit komischen Elementen durchsetzt, präsentierte aber auch Hitparodien.
Ihre Top-Hits waren Zement-Mixer (eine deutsche Version von Cement Mixer von Slim Gaillard, aus dessen Repertoire sie einige Songs coverten) und Hallo kleines Fräulein (Gisela) (1947) sowie Kleiner Bär von Berlin. Die Titel Eine Tüte Luft aus Berlin, Fliege mit mir in die Heimat, Ich hab' noch einen Koffer in Berlin (1949), Heimweh nach dem Kurfürstendamm (1950) und Slip Tango gehörten ebenfalls zum bekannten Repertoire.
1967 veröffentlichten sie Ich war der Putzer vom Kaiser, eine deutsche Fassung von Whistling Jack Smiths I Was Kaiser Bill's Batman.
1971 hatten sie mit Der Pleitegeier, einer Parodie auf „El Cóndor Pasa“, noch einen letzten Erfolg.
Auch das Vereinslied des Fußballclubs Hertha BSC Blau-Weiße Hertha (B-Seite Noch ein Tor) stammt von ihnen.

## Diskografie (Auswahl)
Singles

| Jahr | Titel Album     | Höchstplatzierung, Gesamtwochen, AuszeichnungChartsChartplatzierungen (Jahr, Titel, Album, Platzierungen, Wochen, Auszeichnungen, Anmerkungen) | Anmerkungen |
| Jahr | Titel Album     | DE | Anmerkungen |
| ---- | --------------- | --- | ----------- |
| 1956 | 08/15-Cocktail  | DE30 (4 Wo.)DE |             |
| 1968 | Romeo und Julia | DE18 (2 Wo.)DE |             |
| 1971 | Der Pleitegeier | DE39 (2 Wo.)DE |             |

## Lexikalische Einträge
- Jürgen Wölfer: Jazz in Deutschland. Das Lexikon. Alle Musiker und Plattenfirmen von 1920 bis heute. Hannibal, Höfen 2008, ISBN 978-3-85445-274-4.
- Hans Jürgen Wulff: Der deutsche Schlagerfilm: Kleines biofilmographisches Lexikon der Musiker der Musik- und Schlagerfilme von 1945–1965. Westerkappeln: DerWulff.de 2014.